# Bach (Musikerfamilie)/Arnstädter Linie
Die Arnstädter Linie ist eine der vier Hauptlinien der Musikerfamilie Bach.

## Stammbaum
|                                  |                                  |                                  |                                  |                                  |                                  |  |  |                                   |                                   |                                   |                                   |                                   |                                   |  |  |                                   |                                   |                                   |                                   |                                   |                                   |  |  | Heinrich (6) (1615–1692)        |                                 |                                 |                                 |                                 |                                 |  |  |  |  |  |  |  |  |  |  |                                      |                                      |                                      |                                      |                                      |                                      |  |  |  |  |  |  |  |  |  |  |  |  |  |  |  |  |  |  |
|                                  |                                  |                                  |                                  |                                  |                                  |  |  |                                   |                                   |                                   |                                   |                                   |                                   |  |  |                                   |                                   |                                   |                                   |                                   |                                   |  |  |                                 |                                 |                                 |                                 |                                 |                                 |  |  |  |  |  |  |  |  |  |  |                                      |                                      |                                      |                                      |                                      |                                      |  |  |  |  |  |  |  |  |  |  |  |  |  |  |  |  |  |  |
|                                  |                                  |                                  |                                  |                                  |                                  |  |  |                                   |                                   |                                   |                                   |                                   |                                   |  |  |                                   |                                   |                                   |                                   |                                   |                                   |  |  |                                 |                                 |                                 |                                 |                                 |                                 |  |  |  |  |  |  |  |  |  |  |                                      |                                      |                                      |                                      |                                      |                                      |  |  |  |  |  |  |  |  |  |  |  |  |  |  |  |  |  |  |
|                                  |                                  |                                  |                                  |                                  |                                  |  |  | Johann Christoph (13) (1642–1703) | Johann Christoph (13) (1642–1703) | Johann Christoph (13) (1642–1703) | Johann Christoph (13) (1642–1703) | Johann Christoph (13) (1642–1703) | Johann Christoph (13) (1642–1703) |  |  |                                   |                                   |                                   |                                   |                                   |                                   |  |  | Johann Michael (14) (1648–1694) | Johann Michael (14) (1648–1694) | Johann Michael (14) (1648–1694) | Johann Michael (14) (1648–1694) | Johann Michael (14) (1648–1694) | Johann Michael (14) (1648–1694) |  |  |  |  |  |  |  |  |  |  | Johann Günther Bach (15) (1653–1683) | Johann Günther Bach (15) (1653–1683) | Johann Günther Bach (15) (1653–1683) | Johann Günther Bach (15) (1653–1683) | Johann Günther Bach (15) (1653–1683) | Johann Günther Bach (15) (1653–1683) |  |  |  |  |  |  |  |  |  |  |  |  |  |  |  |  |  |  |
|                                  |                                  |                                  |                                  |                                  |                                  |  |  | Johann Christoph (13) (1642–1703) | Johann Christoph (13) (1642–1703) | Johann Christoph (13) (1642–1703) | Johann Christoph (13) (1642–1703) | Johann Christoph (13) (1642–1703) | Johann Christoph (13) (1642–1703) |  |  |                                   |                                   |                                   |                                   |                                   |                                   |  |  | Johann Michael (14) (1648–1694) | Johann Michael (14) (1648–1694) | Johann Michael (14) (1648–1694) | Johann Michael (14) (1648–1694) | Johann Michael (14) (1648–1694) | Johann Michael (14) (1648–1694) |  |  |  |  |  |  |  |  |  |  | Johann Günther Bach (15) (1653–1683) | Johann Günther Bach (15) (1653–1683) | Johann Günther Bach (15) (1653–1683) | Johann Günther Bach (15) (1653–1683) | Johann Günther Bach (15) (1653–1683) | Johann Günther Bach (15) (1653–1683) |  |  |  |  |  |  |  |  |  |  |  |  |  |  |  |  |  |  |
|                                  |                                  |                                  |                                  |                                  |                                  |  |  |                                   |                                   |                                   |                                   |                                   |                                   |  |  |                                   |                                   |                                   |                                   |                                   |                                   |  |  |                                 |                                 |                                 |                                 |                                 |                                 |  |  |  |  |  |  |  |  |  |  |                                      |                                      |                                      |                                      |                                      |                                      |  |  |  |  |  |  |  |  |  |  |  |  |  |  |  |  |  |  |
| Johann Nikolaus (27) (1669–1753) | Johann Nikolaus (27) (1669–1753) | Johann Nikolaus (27) (1669–1753) | Johann Nikolaus (27) (1669–1753) | Johann Nikolaus (27) (1669–1753) | Johann Nikolaus (27) (1669–1753) |  |  | Johann Christoph (28) (1676–1740) | Johann Christoph (28) (1676–1740) | Johann Christoph (28) (1676–1740) | Johann Christoph (28) (1676–1740) | Johann Christoph (28) (1676–1740) | Johann Christoph (28) (1676–1740) |  |  | Johann Friedrich (29) (1682–1730) | Johann Friedrich (29) (1682–1730) | Johann Friedrich (29) (1682–1730) | Johann Friedrich (29) (1682–1730) | Johann Friedrich (29) (1682–1730) | Johann Friedrich (29) (1682–1730) |  |  | [Maria Barbara] (1684–1720)     | [Maria Barbara] (1684–1720)     | [Maria Barbara] (1684–1720)     | [Maria Barbara] (1684–1720)     | [Maria Barbara] (1684–1720)     | [Maria Barbara] (1684–1720)     |  |  |  |  |  |  |  |  |  |  |                                      |                                      |                                      |                                      |                                      |                                      |  |  |  |  |  |  |  |  |  |  |  |  |  |  |  |  |  |  |

Die Nummerierung in Klammern wurde bis zu der Nummer 53 aus Johann Sebastian Bachs handschriftlichem Ursprung der musicalisch-bachischen Familie von 1735 übernommen. Die höheren Nummern wurden vom Bachforscher Christoph Wolff nach demselben System fortgeführt.

## Biografien

### Heinrich Bach
Heinrich Bach (6) (* 16. Septemberjul. / 26. September 1615greg. in Wechmar; † 10. Julijul. / 20. Juli 1692greg. in Arnstadt) war ein deutscher Organist aus der Familie Bach. Er war ein Großonkel von Johann Sebastian Bach und war verheiratet mit Eva, geborene Hoffmann.

### Johann Christoph Bach
Johann Christoph Bach (13) (getauft am 8. Dezemberjul. / 18. Dezember 1642greg. in Arnstadt; † 31. März 1703 in Eisenach), der älteste Sohn des Organisten Heinrich Bach, war ein deutscher Komponist. Er gilt als bedeutendster Komponist seiner Generation innerhalb der Familie Bach. Er war verheiratet mit Maria Elisabeth, geborene Wedemann.

### Johann Nikolaus Bach
Johann Nikolaus Bach (27) (* 10. Oktoberjul. / 20. Oktober 1669greg. in Eisenach; † 4. November 1753 in Jena) war ein deutscher Komponist und Organist aus der Familie Bach. Er war zunächst mit Anna Amalia, geborene Baurath verheiratet und anschließend seit 1713 mit Anna Sibilla, geborene Lang.

### Johann Christoph Bach
Johann Christoph Bach (28) (* 29. August 1676 in Eisenach; † um 1740) war ein deutscher Cembalist.
Er wurde als Sohn von Johann Christoph Bach (1642–1703) geboren. In seinem Leben ließ er sich nirgends nieder, er suchte nach Johann Sebastian Bachs Ursprung der musicalisch-bachischen Familie, „sein meistes Plaisir in Reisen“. So wirkte er zuerst in Erfurt als Cembalist und ging dann nach Lübeck und Hamburg, wo er um 1708 Anna Margaretha Hoffmann heiratete. Mit ihr bekam er mehrere Kinder. Die Familie lebte von 1717 bis 1720 in Rotterdam und danach soll sie nach England gegangen sein. Wo er dort gelebt hat, ist unklar. Nach manchen Quellen soll er vor seinem Tod noch nach Thüringen zurückgegangen sein. Sein Todesdatum ist unbekannt, eben weil man nicht genau sagen, was er nach den Jahren in Rotterdam gemacht hat.

### Johann Friedrich Bach
Johann Friedrich Bach (29) (* um 1682 in Eisenach; † 8. Februar 1730 in Mühlhausen) war ein deutscher Organist und Komponist.
Er wurde als Sohn von Johann Christoph Bach (1642–1703) geboren. 1703 studierte er bei der Universität Halle und 1707 beendete er sein Studium in Jena. Dann übernahm er 1708 die Stelle des Organisten der Divi-Blasii-Kirche in Mühlhausen, die zuvor sein Cousin 2. Grades Johann Sebastian Bach hatte. Die Stelle behielt er bis zu seinem Tod 1730 in Mühlhausen. Bach war zunächst mit Martha Marie, geborene Schröter verwitwete Holtz verheiratet und anschließend mit Anna Sidonia, geborene Mehlbach.

### Johann Michael Bach
Johann Michael Bach (14) (getauft 9. Augustjul. / 19. August 1648greg. in Arnstadt; † 17. Maijul. / 27. Mai 1694greg. in Gehren), auch „Gehrener Bach“ genannt, war ein deutscher Komponist, Kantor und Organist aus der Familie Bach. Er war verheiratet mit Catharina, geborene Wedemann.

### Maria Barbara Bach
Maria Barbara Bach (* 20. Oktoberjul. / 30. Oktober 1684greg. in Gehren; beerdigt 7. Juli 1720 in Köthen) war die Tochter von Johann Michael Bach, eine Cousine zweiten Grades und die erste Ehefrau von Johann Sebastian Bach.

### Johann Günther Bach
Johann Günther Bach (15) (getauft 17. Juli 1653 in Arnstadt; begraben 10. April 1683 ebenda) wurde als jüngster Sohn von Heinrich Bach geboren. Er betätigte sich als Instrumentenbauer von Geigen und Cembali. Eigenständiger Organist wurde er nie, er vertrat lediglich den kranken Vater von 1682 bis zu seinem Tode im Organistenamt der Liebfrauenkirche und Oberkirche in Arnstadt. Er heiratete am 28. November 1682 Barbara Margaretha, die Tochter des Arnstädter Bürgermeisters Caspar Keul. Als Johann Günther Bach nach nur fünf Monaten Ehe starb, war seine Frau etwa im dritten Monat schwanger. Die nachgeborene Tochter Catharina Margaretha Bach kam am 14. Oktober 1683 zur Welt. Barbara Margaretha ehelichte 1684 zunächst den Diakon Jacobus Bartholomaei (1619–1688), und dann nach dessen Tod Johann Ambrosius Bach.